# Pesello

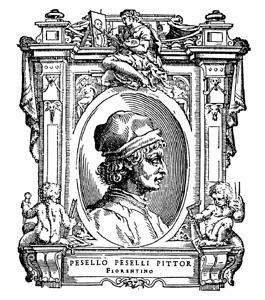
Ritratto di Pesello nelle Vite di Vasari

Giuliano d'Arrigo, detto il Pesello (Firenze, 1367 – Firenze, 6 aprile 1446), è stato un pittore italiano.

## Biografia
La sua figura, nota dalle fonti antiche, è piuttosto oscura, nonostante si conoscano alcuni documenti che lo riguardano, ricostruiti da Ugo Procacci nel 1960. Si sa che nel 1416 aveva costituito una compagnia di pittori e che nel 1420 fu tra i partecipanti al concorso per la cupola del Duomo.
Non si conosce alcuna opera certa di sua mano. Federico Zeri gli ha assegnato la Madonna dell'Umiltà degli Uffizi (attribuzione contesa con Masolino), due frammenti con Teste di sante oggi a Gloucester, una testa forse di Madonna in collezione Schuster a Milano e un dipinto a Rotterdam, che costituirebbero un corpous di un artista dallo stile elegante e calligrafico, aggiornato alle delicatezze dello stile gotico internazionale.
A lui sono attribuite anche alcune decorazione in opere di Filippo Brunelleschi, come i cieli stellati della Sagrestia Vecchia e della cappella dei Pazzi.
Suo nipote abiatico (figlio di sua figlia) fu il pittore Pesellino, a sua volta figlio di Stefano di Francesco.

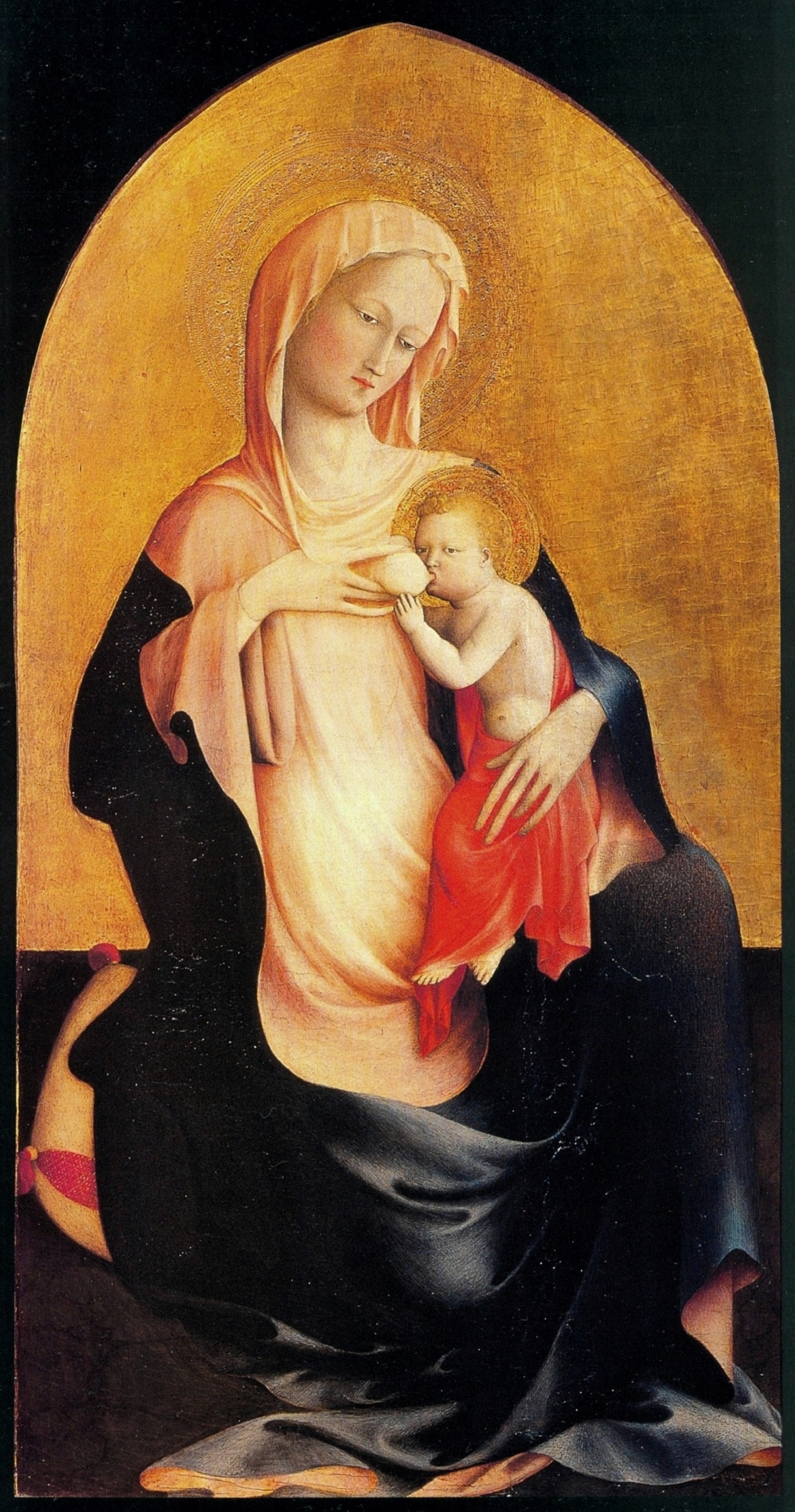
Madonna dell'Umiltà, Firenze
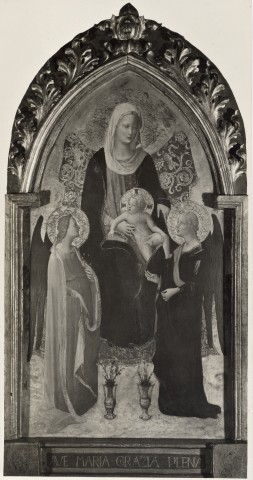
Madonna col Bambino e angeli, Rotterdam
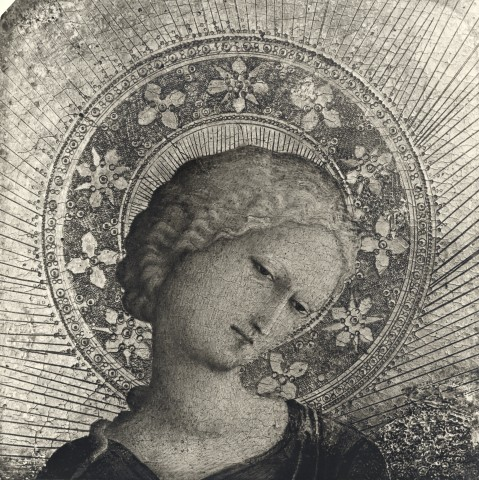
Testa di Madonna (?), Milano
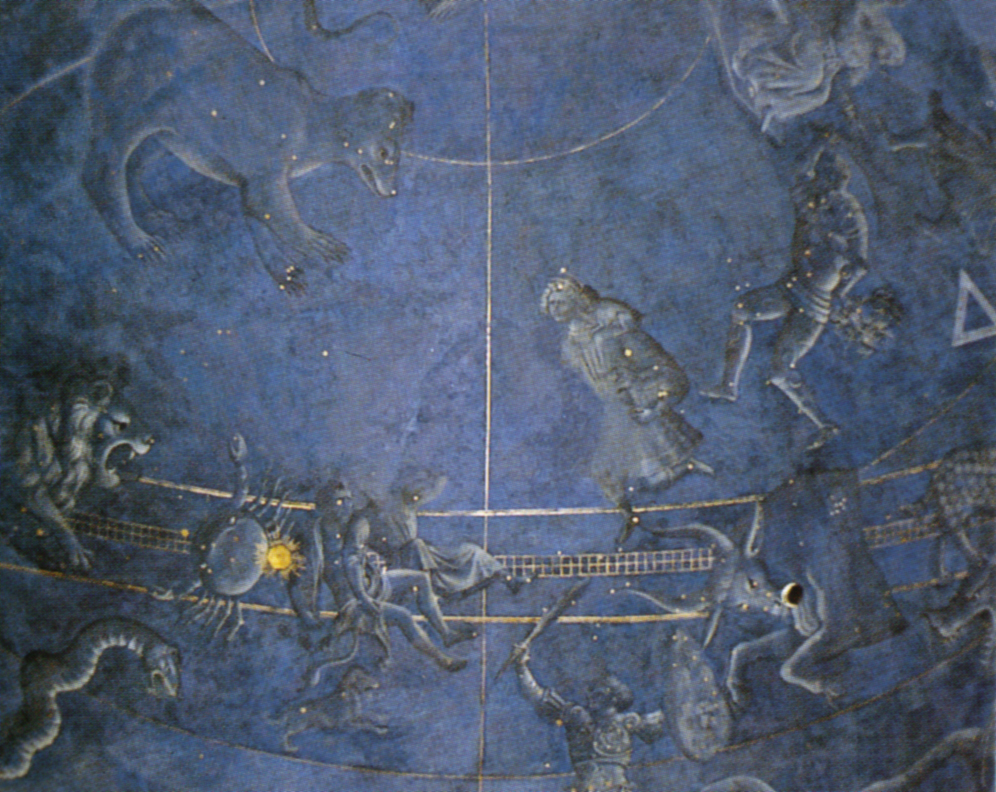
Emisfero celeste, Sagrestia Vecchia, 1442 circa